# Idioma sopvoma
Mao, también conocido como Sopvoma, es una lengua chino-tibetana de la subrama lingüística angami-pochuri. Se habla principalmente en el distrito de Senapati, al noroeste de Manipur y en Nagaland, India . Es similar a Angami. Los hablantes de este idioma usan el idioma Meitei como su segundo idioma (L2) según el Ethnologue.

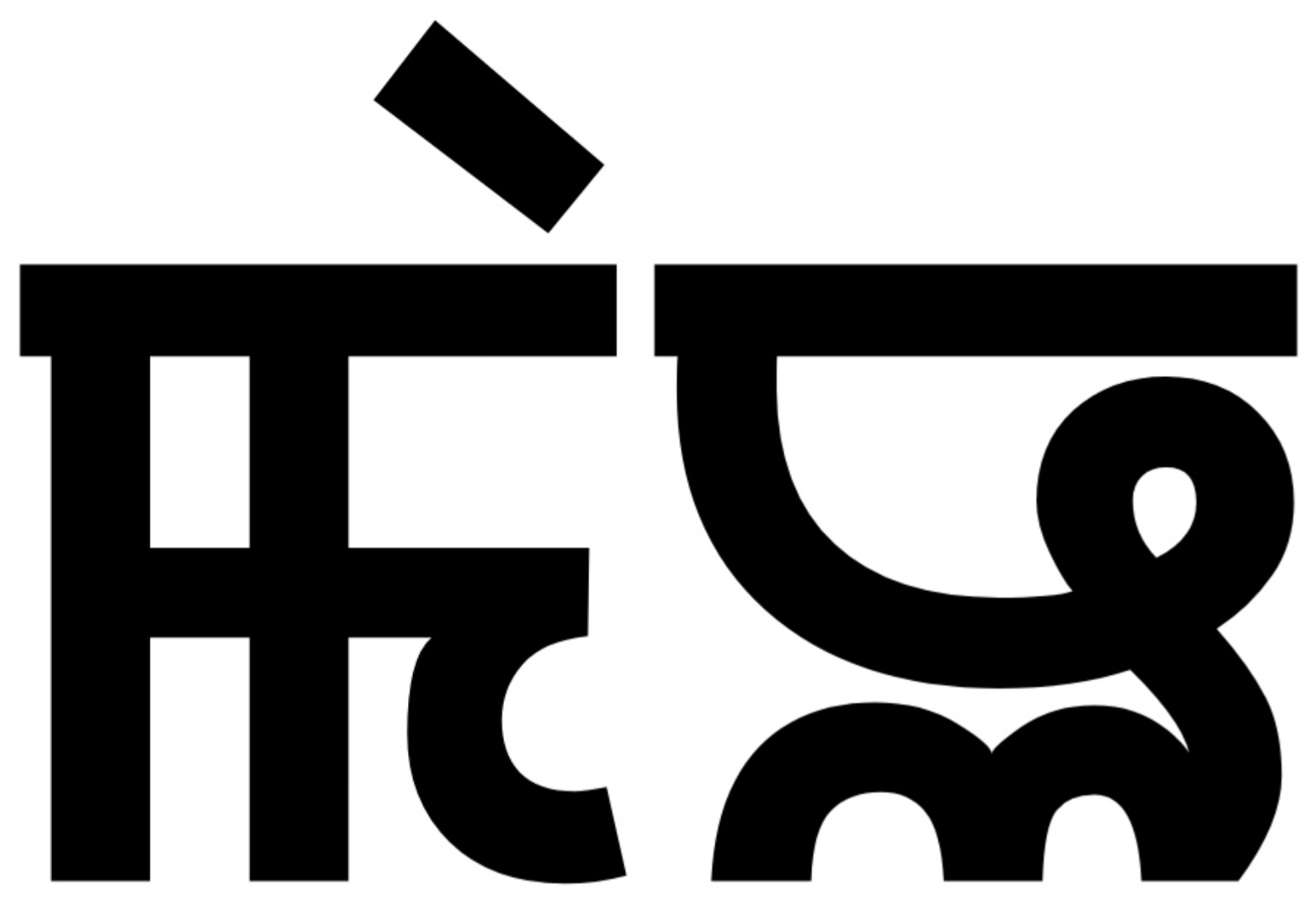
Mao escrito con el alfabeto meitei

## Fonológia
|                     |              | bilabiales | Dentales | Alveolares | Palatales | Velares | Glotales |
| ------------------- | ------------ | ---------- | -------- | ---------- | --------- | ------- | -------- |
| Oclusivas           | sordas       | p          | t̪        | t          |           | k       |          |
| Oclusivas           | aspiradas    | pʰ         | (t̪ʰ)     | tʰ         |           | kʰ      |          |
| Oclusivas           | sonoras      | b          | d̪        |            |           | (ɡ)     |          |
| Africadas           | sordas       | p͡f         |          | t͡s         | t͡ʃ        |         |          |
| Africadas           | aspiradas    | (p͡fʰ)      |          |            | t͡ʃʰ       |         |          |
| Africadas           | sonoras      | b͡v         |          | d͡z         | d͡ʒ        |         |          |
| Fricativas          | sordas       | f          |          | s          | ʃ         |         | h        |
| Fricativas          | sonoras      | v          |          | z          | ʒ         |         |          |
| Nasal               | Nasal        | m          |          | n          |           | ŋ       |          |
| Vibrantes múltiples | sonoras      |            |          | r          |           |         |          |
| Vibrantes múltiples | sordas       |            |          | r̥          |           |         |          |
| Lateral             | Lateral      |            |          | l          |           |         |          |
| Aproximantes        | Aproximantes | (w)        |          |            | j         |         |          |

- / t͡ʃʰ / y / w / rara vez ocurren, y / t͡ʃʰ / solo aparece en la posición inicial de la palabra.
- La vibrante múltiple sorda preaspirado / ʰr̥ / , puede tener un alófono inicial de palabra de [ ʂ ] , [ʂ] rara vez ocurre fonémicamente.
- [ɡ] solo ocurre marginalmente a partir de préstamos.
- /t̪, p͡f/ en posición inicial de palabra puede escucharse como [t̪ʰ, p͡fʰ] en variación libre, rara vez como fonémica.
- /h/ puede tener un alófono de [ x ] palabra-inicialmente, palabra medialmente en variación libre. [x] rara vez aparece como fonema.
- /m/ antes de una vocal central /ɨ/ puede tener un alófono de una [ ɱ ] labiodental .
- / n / antes de los sonidos de vocales altas puede tener un alófono de una palatalizada [ nʲ ] .

|         | Anteriores | Centrales | Posteriores |
| ------- | ---------- | --------- | ----------- |
| Cerrada | i          | ɨ         | u           |
| Media   | e          | (ə)       | o           |
| abierta |            | a         |             |

- [ə] solo ocurre intermorfémicamente.
- / ɨ / se puede escuchar como [ʉ] redondeado en variación libre.
- En la posición inicial de palabra, /i, u/ se puede reducir a [ɪ, ʊ].
- / e, o / se puede bajar a [ɛ, ɔ] en la posición final de palabra.[5]